# Aartsbisdom Napels
Het aartsbisdom Napels (Latijn: Archidioecesis Neapolitana, Italiaans:  Arcidiocesi di Napoli) is een aartsbisdom van de Rooms-Katholieke Kerk in Italië.
Het aartsbisdom werd in de eerste eeuw A.D. gesticht en heeft vanaf de tiende eeuw de status van metropolitaan aartsbisdom. In de 5e eeuw bouwde bisschop Stefano I de basiliek Basilica del Salvatore of Basilica Stefania. In de 15e eeuw werd de vervallen basiliek gesloopt om plaats te maken voor een groter aartsbisschoppelijk paleis. De zetel van het aartsbisdom is de Dom van Napels, vlak naast het paleis.
De suffragane bisdommen in de kerkprovincie Napels zijn:
- Capua (aartsbisdom)
- Sorrento-Castellammare di Stabia (aartsbisdom)
- Acerra
- Alife-Caiazzo
- Aversa
- Caserta
- Ischia
- Nola
- Pozzuoli
- Sessa Aurunca
- Teano-Calvi
- Territoriale prelatuur Pompeï

Het aartsbisdom heeft bijna 1,8 miljoen inwoners waarvan 99,5% katholiek is. Zij worden bediend in 287 parochies door 446 priesters. Sinds 2020 is Domenico Battaglia de aartsbisschop van Napels.

## Aartsbisschoppen van Napels vanaf de twintigste eeuw
- Guglielmo Sanfelice d’Acquavella (1878-1897)
- Giuseppe Prisco (1898-1923)
- Michele Zezza di Zapponeta (1923)
- Alessio Ascalesi (1924-1952)
- Marcello Mimmi (1952-1958)
- Alfonso Castaldo (1958-1966)
- Corrado Ursi (1966-1987)
- Michele Giordano (1987-2006)
- Crescenzio Sepe (2007-2020 )
- Domenico Battaglia (2020-heden)

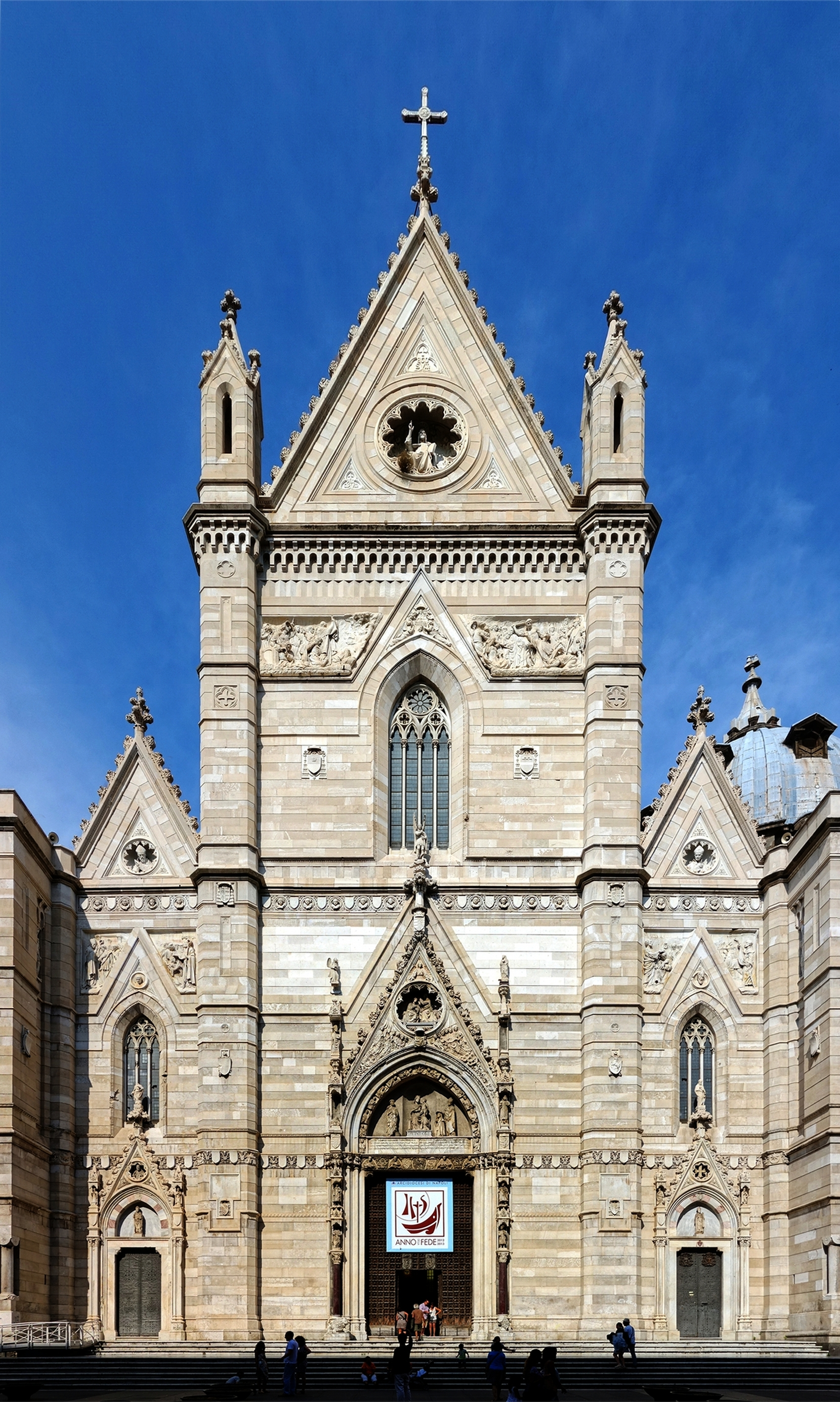
Dom van Napels, zetel van het aartsbisdom
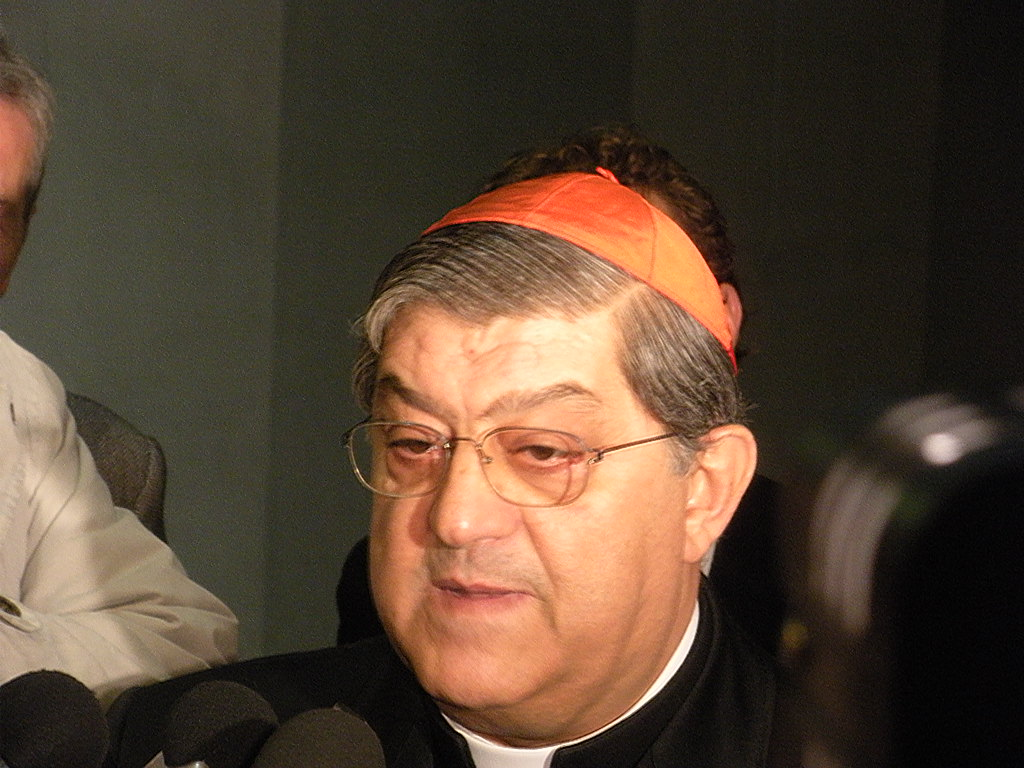
Aartsbisschop Crescenzio kardinaal Sepe